# Nomia callichlora
Nomia callichlora är en biart som beskrevs av Cockerell 1911. Nomia callichlora ingår i släktet Nomia och familjen vägbin. Inga underarter finns listade i Catalogue of Life.